# Николаев, Николай Николаевич (инженер)
Николай Николаевич Николаев (1916—1990) — доктор технических наук, профессор, лауреат Сталинской премии, специалист в области ядерной энергетики.

## Биография
Родился в городе Вязники Владимирской губернии.
Окончил Горьковский политехнический институт, механический факультет (1940). Работал на Горьковском машзаводе, с 1945 г. начальник цеха.
Участник проектирования первого тяжеловодного ядерного реактора, руководитель монтажной бригады (1949). На стадии пуска ядерного реактора (1952—1953) — заместитель главного инженера строящегося объекта.
С 1953 по 1969 г. работал в Институте теоретической и экспериментальной физики АН СССР (ИТЭФ) заместителем директора по инженерно-техническим вопросам (главным инженером). Одновременно с 1965 по 1970 читал курс лекций «Тепловыделяющие элементы ядерных реакторов» на физико-техническом факультете МВТУ. В 1970 г. присвоено ученое звание профессора.
С 1969 по 1985 г. старший научный сотрудник, с 1 января 1971 начальник инженерно-физической лаборатории реакторного отдела НИИ атомных реакторов (НИИАР, г. Димитровград, Ульяновская область). В 1986 г. переведён в физико-энергетический институт (г. Обнинск) на должность ведущего научного сотрудника.
Скоропостижно умер в сентябре 1990 г.

## Награды
Сталинская премия 1953 года — За инженерную разработку конструкции реактора и проект завода.
Награждён орденами Ленина, Трудового Красного Знамени, Красной Звезды, «Знак Почёта».